# 100268 Rosenthal
100268 Rosenthal este un asteroid din centura principală, descoperit pe 5 octombrie 1994, de Freimut Börngen.